# Psoralea parva
Psoralea parva är en ärtväxtart som beskrevs av Ferdinand von Mueller. Psoralea parva ingår i släktet Psoralea och familjen ärtväxter. Inga underarter finns listade i Catalogue of Life.